# Aravakové

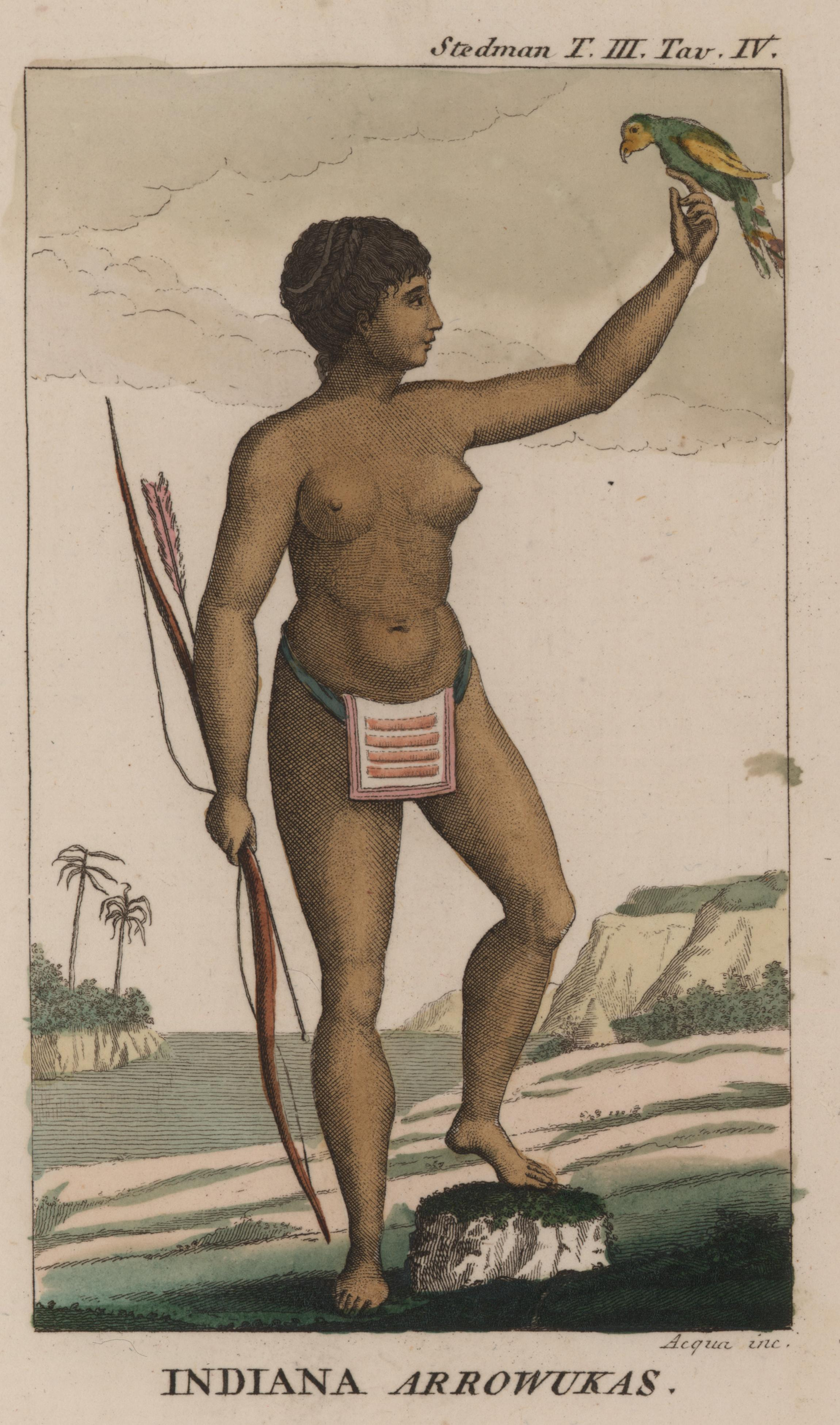
Aravacká žena (kresba 1818)

Aravakové je obecný název pro velkou etnickou skupinu indiánů Jižní Ameriky a Karibiku. Jde o skupinu vzájemně příbuzných etnik, hovořících jazyky aravacké jazykové rodiny. Patří k nim například Paresíové, Mochové, Goachirové, Taínové, Ašáninkové, Apuriňové, vlastní Aravakové, Terenové, Banívové, Mačigengové, Kulinové a mnoho dalších etnických skupin v oblasti Velké Amazonie a Karibiku. Na Velkých Antilách byli téměř vyhlazeni španělskými conquistadory. Z Malých Antil je již dříve vytlačili Karibové. Mají rozvinuté tropické zemědělství, založené hlavně na pěstování manioku, samo jméno Aravak se někdy vykládá jako „Jedlíci manioku“. mimoto se věnují i lovu, rybolovu a sběru divoce rostoucích rostlin. Žijí většinou v osadách tvořených velkými společnými domy malokami, v nichž přespávají v hamakách. Právě slova maloka a hamaka pocházejí z aravackých jazyků. K dalším vžitým aravackým výrazům patří například batáty (z toho i angl. potato- brambory), tabák (ačkoli původně ve významu dýmka, nikoli rostlina), kvajáva, papája, mangrove, kánoe, savana, kajman, leguán (ze slova iguana) nebo kolibřík (ze slova colibri nebo culibri), ale také místní názvy Jamajka, Guyana a Orinoko. Příslušníci aravackých etnik vynikají v uměleckých řemeslech, zejména v keramice a košíkářství, také dokázali zpracovávat zlato za studena. Byli to první indiáni, na které narazil na svých výpravách Kryštof Kolumbus, právě proto se tolik aravackých slov vžilo v evropských jazycích.